# Château Nuwendoorn
Le château de Nuwendoorn (également Nieuwendoorn) était une forteresse du comte Florent V située près du Rekerdam avec une ramification du Rekere, à l'extrême ouest de la Frise occidentale, près de l'actuel Krabbendam (commune de Schagen). Il se composait d'un donjon résidentiel de 11 mètres sur 11, d'un château principal de 32 mètres sur 32 et d'un château extérieur.[1]
La construction commença vers 1282. Après l'assassinat du comte Florent V en 1296, le château, encore en construction, fut détruit par les Frisons occidentaux, après quoi il fut reconstruit. Le 5 août 1321, Jan Ier de Polanen fut nommé seigneur du château. Une facture d'entretien du château est connue dès 1367. Après cela, le château n'est plus mentionné ; il a peut-être disparu lors d'une inondation vers 1370. Les briques à partir desquels le château a été construit ont peut-être été réutilisés pour la petite église (l'ancienne Ursula) de Warmenhuizen.
Le nom de la région (Nyewendoren) a été corrompu au fil des siècles en "Nieuwe Deuren". Même si l'on savait qu'il y avait ici une ancienne forteresse et qu'un article de journal de 1883 rapportait que des briques y avaient été trouvées, le château n'a été redécouvert qu'en 1948. Bram Biersteker trouvait régulièrement des briques lors des labours et en montrait deux aux archéologues amateurs Cees Wagenaar, Johan Lutjeharms et Jaap Westra, qui ensuite ont organisé prospection d'environ 36 mètres.
Après une réorganisation en 1960, le Rijksdienst voor het Cultureel Erfgoed ou Agence du patrimoine culturel des Pays-Bas a mené de nouvelles recherches. La Fondation Nuwendoorn a été fondée en 1961. Les fondations et les canaux ont été restaurés entre 1961 et 1967. La fondation a été dissoute en 1980. Le site appartient à la province de Hollande Septentrionale depuis 1983. Il est géré par la Landschap Noord-Holland.
En juin 2006, le Conseil provincial de Hollande-Septentrionale a décidé de réserver un maximum de 500 000 euros à la rénovation du site afin d'éviter une nouvelle dégradation. Le parc du château a été inauguré par la députée Elvira Sweet le 7 juillet 2011.[2] Les murs du château ont été en partie reconstruits avec des matériaux modernes et la tour principale a été érigée en acier comme tour de guet.
En août 2022, la province de Hollande-Septentrionale a décidé de transférer les ruines de ce château à la Fondation Propriété des Monuments et a accordé une indemnité d'entretien unique de 2,1 millions d'euros.[3][4][5]

## Sources
- (nl) Cet article est partiellement ou en totalité issu de l’article de Wikipédia en néerlandais intitulé « Ruïne van Brederode » (voir la liste des auteurs).
- (nl) Information sur le Rijksmonument n°33622 sur le site des Monuments historiques des Pays-Bas